# Rob Simmons
Rob Simmons (ur. 19 kwietnia 1989 w Theodore) – australijski rugbysta grający na pozycji wspieracza w zespole Reds oraz w reprezentacji narodowej. Triumfator Super Rugby i Pucharu Trzech Narodów w sezonie 2011 oraz dwukrotny medalista pucharu świata.

## Kariera klubowa
Urodził się w niewielkim miasteczku Theodore, skąd pochodził również tenisista Malcolm Anderson, i dorastał uprawiając rugby league. Z uwagi na brak szkół w okolicy przeniósł się do The Southport School, gdzie zaczął grać w rugby union. W latach 2005–2006 występował w pierwszej drużynie tej szkoły, w drugim z nich zwyciężając w rozgrywkach GPS, a wraz z nim grali James Slipper, Jono Lance i Ben Tapuai.
W sierpniu i wrześniu 2007 roku zagrał w sześciu spotkaniach zespołu East Coast Aces w jedynym rozegranym sezonie rozgrywek Australian Rugby Championship zdobywając jedno przyłożenie, w tym czasie związał się też z lokalnym klubem Sunnybank. W 2007 roku był także członkiem Akademii Reds. Rok później otrzymał tzw. rookie contract, a od sezonu 2009 kontrakt zawodowy i w kolejnych latach był stałym punktem zespołu. W 2013 roku zaliczył pięćdziesiąty występ w stanowych barwach, zaś jego największym sukcesem było zwycięstwo w Super Rugby w sezonie 2011.
W inauguracyjnej edycji National Rugby Championship został przydzielony do zespołu Queensland Country, nie zagrał jednak w żadnym spotkaniu z uwagi na obowiązki w kadrze.

## Kariera reprezentacyjna
Był stypendystą ogólnokrajowego programu National Talent Squad. W stanowych barwach występował w mistrzostwach kraju U-16 w roku 2005, a drużyna, w skład której wchodzili również Rod Davies, Ben Tapuai i James Slipper, zajęła drugą lokatę. Rok później, z Quade'em Cooperem, Daviesem i Tapuai, uplasował się na czwartej lokacie mistrzostw Australii w kategorii U-18. Otrzymał następnie powołanie do kadry Australian Schoolboys i wystąpił we wszystkich trzech testmeczach rozegranych w tym roku.
W 2007 roku znalazł się w składzie reprezentacji U-19, która zajęła trzecie miejsce w mistrzostwach świata w tej kategorii wiekowej. Na tym turnieju zagrał jako podstawowy wspieracz we wszystkich pięciu spotkaniach zdobywając dwa przyłożenia. W latach 2008 i 2009 wziął natomiast udział w mistrzostwach świata juniorów z reprezentacją U-20 w dziewięciu spotkaniach zaliczając dwa przyłożenia.
Jego pierwszy kontakt z seniorskim poziomem reprezentacyjnym nastąpił w drużynie Australian Barbarians w meczu z reprezentacją Anglii, zaś oficjalny debiut w barwach Wallabies zaliczył przeciwko RPA w ramach Pucharu Trzech Narodów 2010. Do końca roku wystąpił łącznie w sześciu test meczach, w spotkaniu z Włochami po raz pierwszy wychodząc w podstawowej piętnastce, a podczas listopadowego tournée zagrał jeszcze z Leicester Tigers i Munster. W zakończonym pierwszym od dziesięciu lat triumfem Australijczyków Pucharze Trzech Narodów 2011 kierował już formacją autową. Zyskał także miejsce w kadrze Robbie'ego Deansa na odbywający się w Nowej Zelandii Puchar Świata w Rugby 2011. Wystąpił na tym turnieju w sześciu z siedmiu meczów zakończonej na trzecim miejscu kampanii Australijczyków, a następnie w minitournée obejmującym spotkania z Walią i Barbarians. W tym roku jego bilans powiększył się zatem o kolejnych dziesięć testmeczów.
Kolejny sezon rozpoczął od występów we wszystkich czterech czerwcowych meczach ze Szkocją i Walią. Nie zyskał jednak uznania selekcjonera podczas The Rugby Championship 2012, jedynie dwukrotnie wchodząc na boisko z ławki rezerwowych, zaś jesienną wyprawę do Europy zakończył już po pierwszym spotkaniu z powodu ośmiotygodniowego zawieszenia za niebezpieczną szarżę. W roku 2013 opuścił tylko jeden z piętnastu testmeczów, grając m.in. podczas tournée British and Irish Lions 2013, a za kadencji Ewena McKenzie stał się podstawowym zawodnikiem drugiej linii młyna australijskiej reprezentacji, choć raz w wyjściowej piętnastce pojawił się na pozycji numer sześć. Pozostał także graczem wyjściowej piętnastki, gdy pieczę nad Wallabies objął Michael Cheika.

## Varia
- Swoją grę wzorował na takich zawodnikach jak John Eales, Nathan Sharpe czy Daniel Vickerman[58][59][60].